# Ԃ
Ԃ, ԃ (в Юнікоді називається комі де) - літера кирилиці.  Використовувалася в абетці В. А. Молодцова - першій з офіційно затверджених абеток писемності комі, що діяли в 1918-1932 і 1936-1938 роках;  де була 6-ю буквою за рахунком.  Позначає звук [dʲ].
Ця буква використовується у мові "комі".